# Friedrich Kuhlau
Friedrich Daniel Rudolph Kuhlau (Uelzen, Braunschweig–Lüneburgi Hercegség, Német-római Birodalom, 1786. szeptember 11. – Lyngby, Dán Királyság, 1832. március 12.) német származású dán zeneszerző, a késő klasszicizmus és a korai romantika legfontosabb dániai képviselője.

## Élete
Kuhlau 1786-ban született Uelzenben Johan Carl Kuhlau, egy hannoveri ezred oboistája és Charlotte Dorothea Seger gyermekeként. Apja mellett nagyapja és nagybátyja is katonazenészek voltak. Gyerekkorában egy balesetben elveszítette a jobb szemét. A család szerény anyagi helyzetének ellenére biztosították számára a zenei képzést. Tanulmányait Hamburgban Christian Friedrich Gottlieb Schwencke irányításával végezte, majd a napóleoni hadseregbe való besorozás elől Koppenhágába menekült, zongoratanárként és zeneszerzőként dolgozott, majd 1813-ban kinevezték az udvari kamarazenekar fuvolásának. Miután nagy sikerrel bemutatták két első operáját (A rablók kastélya, illetve Elisa) udvari zeneszerzővé nevezték ki a dán királyi udvarban. Az Elverhøj megalkotásáért egyetemi professzori címet kapott. Skandináviában, Németországban és Ausztriában is koncertezett. 1816-ban Hamburgban nagy sikerrel vezényelte a A rablók kastélyát és 1825-ben Bécsben találkozott Beethovennel.
Utolsó éveiben anyagi gondokkal és betegségekkel küszködött. Friedrich Kuhlau 1832. március 12-én halt meg a Koppenhágához közeli Lyngbyben, és a Nørrebro-i Assistens temetőben (dánul: Assistens Kirkegård) temették el.

## Művei
A Lulu, A mágikus hárfa és a Hugo és Adelheid című operák mellett ének-, zongora- és zenekari műveket is írt. Szonatinái között sok zongoralecke is található. Franz Schubert egy alkalommal így nyilatkozott Kuhlau szonatináiról: „Ezek a valódi mesterművek, még akkor is, ha csak pár percesek, roppant nagy melodikával és kifejezőerővel rendelkeznek!”
Műveinek nagyjából negyedét a fuvolának szentelte, így találhatóak közte szonáták fuvolára és zongorára, duettek, triók és kvartettek.

### Elverhøj
1828-ban mutatták be a Johan Ludvig Heiberg nemzeti romantikus darabjához, az Elverhøj-höz (A törpék hegye) írt kísérőzenéjét, mely nagy sikert aratott. A művet VII. Frigyes és Wilhelmina Mária hercegnő esküvőjére írták, és az esküvő után öt nappal mutatták be. A zenét számos dán és svéd népdal felhasználásával öt hónap alatt szerezte. A nyitány egy része egyben a dán királyi himnusz, a „Kong Christian stod ved højen mast”, melynek a ma használatos dallamát Kuhlau már 1817-ben zongoraműként már bemutatta.
Az ősbemutatóra 1828. november 6-án a koppenhágai Dán Királyi Színházban került sor. A művet azóta több mint 1000 alkalommal játszották, és nagy népszerűségnek örvend Dániában.
Az Elverhøj nyitányát kisebb változtatásokkal az Olsen-banda vígjátéksorozat 1976-os filmjében (Az Olsen-banda bosszúja) is felhasználták. A jelenetben a banda a nyitány dallamainak kíséretében robbantja keresztül magát a Királyi Színház alagsorának falain, majd amikor a közönség feláll, hogy meghallgassa a királyi himnuszt, kihasználják az alkalmat egy műtárgy ellopására.

### Műveinek jegyzéke
Carl Thrane Friedrich Kuhlau című 1886-os biográfiája Kuhlau műveinek átfogó jegyzékét tartalmazza. Az 1979-ben újra kiadott könyv ma is alapvető forrásnak számít.
Egy másik jelentős jegyzék Dan Fog tematikusan megszerkesztett katalógusa 1977-ből.

## Emlékezete
A zeneszerző tiszteletére szülővárosa, Uelzen kétévente nemzetközi fuvolaversenyt rendez.